# Anfínomo y Anapio

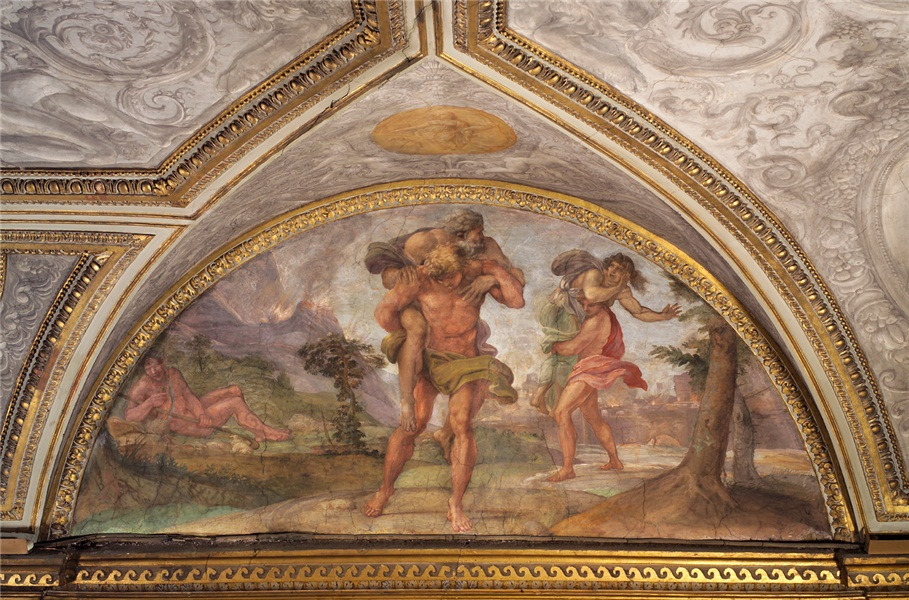
Anfinomo y Anapio huyen con sus padres sobre la espalda, fresco de Annibale Carracci en el Palacio Farnesio. a la izquierda puede observarse a Polifemo ya cegado por Ulises.

Anfínomo y Anapio (griego antiguo: Ἀμφίνομος, Amphínomos y Ἀναπίας, Anapías), conocidos como Los hermanos cataneses o Los hermanos piadosos (latín: fratres Catanenses / Pii fratres), fueron dos hermanos nativos de la ciudad de Catania, (aunque algunos autores los hicieron oriundos de Siracusa con los nombres de Emantias y Kriton) protagonistas de un mito local que celebraba la piedad filial. Aparecen representados sobre monedas de la ciudad de Catane (Catania) y romanas de la época republicana tardía.

## Mito
Anfínomo y Anapías eran dos hermanos que habitaban en la colonia griega de Catania, en una época indeterminada (Estobeo menciona la octogésima primera Olimpiada, es decir 456 a. C.) Durante una erupción de Etna, la lava llegó hasta la ciudad que comenzó a incendiarse. Los habitantes, desesperados ante al avance de las llamas, procuraban rescatar sus riquezas y huir, los hermanos, sin embargo, se preocuparon ante todo por sus padres. Uno de ellos cargó a su madre sobre sus espaldas mientras el otro hizo lo mismo con su padre y de esta manera buscaban escapar en medio del fuego que consumìa las casas de su calle. Los dioses, Neptuno según algunas monedas, conmovidos ante la piedad filial, los preservaron de las llamas dejándolos ponerse a salvo.

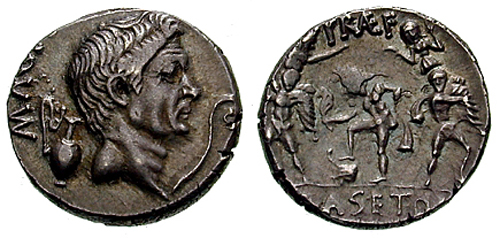
Denario de Sexto Pompeyo, donde aparece (reverso) Neptuno entre los hermanos Anfínomo y Anapio

## Conmemoración

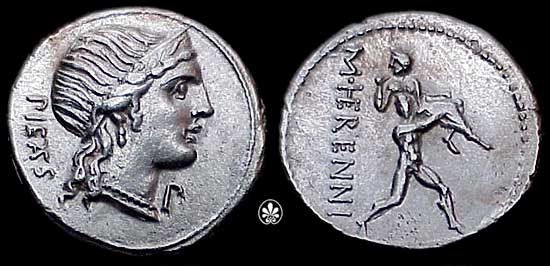
Denario de Marco Herennio108-107 a. C., en el reverso Anfínomo cargando a su padre con la leyenda: M HERENNI (Marco Herennio)

Los hermanos fueron celebrados por su acción y reconocidos con el epíteto de eusebios (εὐσέβιος) es decir piadosos. En un lugar llamado Ευσεβων χωρός (campo de los piadosos) se erigieron estatuas de ambos. Más tarde fueron honrados en las monedas de la ciudad, donde eran representados cargando a hombros a sus padres, en medio de las llamas.
El episodio llegó a ser tanto un motivo de orgullo para Catania, como un ejemplo de pietas y en cuanto tal anticiparon la figura de Eneas rescatando a su padre Anquises de la conflagración de Troya, cuya máxima expresión literaria es el libro II de la Eneida de Virgilio.